# Eric Jarosinski
Eric Jarosinski is een Amerikaanse germanist en auteur. Jarosinski is onder zijn nom de plume NeinQuarterly een fenomeen geworden, vooraleerst op Twitter, alwaar hij binnen de aldaar gebruikelijke 140 karakters filosofische en taalkundige spitsvondigheden in het Engels, Duits en soms ook Nederlands deelt met zijn volgers. Zijn bekendheid ontsteeg Twitter al snel; in 2013 heeft hij zijn baan als assistent-professor Duits aan de Universiteit van Pennsylvania opgegeven om zich voltijd met het verspreiden van zijn nihilistische gedachtegoed bezig te houden. Vanaf 2014 werkt hij regelmatig als cultuurrecensent voor Die Zeit en draagt ook bij aan de FAZ. Vanaf januari 2015 heeft hij een zaterdagse column in het NRC Handelsblad.

## Achtergrond
De in een klein dorpje in Wisconsin opgegroeide onderwijzerszoon Jarosinski leerde al een beetje Duits spreken van de dorpsburgemeester, maar ontwikkelde een grote belangstelling voor de Duitse taal en cultuur toen hij een schoolvriendinnetje dat in Duitsland studeerde nareisde. De taal en cultuur bevielen hem zo goed dat hij daar ook studie opnam, hij heeft gestudeerd aan de universiteiten van Bonn, Frankfurt am Main, Freiburg, en Berlijn. Jarosinski heeft in 1994 ook een paar maanden in Utrecht gestudeerd, en daar wat Nederlands geleerd. Na zijn studie keerde hij terug naar de Verenigde Staten, waar hij een baan als assistent-professor Duits aan de Universiteit van Pennsylvania kreeg. Hij onderzocht daar onder meer het werk van de Frankfurter Schule en deed tekstanalyse van de werken van Adorno, Walter Benjamin en Siegfried Kracauer, en deed daarnaast ook analyses van het werk van Marx, Nietzsche en Kafka. De academische omgeving beviel hem echter niet zo goed, de academische neiging om deze schrijvers op een voetstuk te zetten en hun wat speelsere en grappige kanten onderbelicht te laten zetten hem er aan om meer tijd te verdoen aan social media. Zijn nihilistische tweets werden al snel populair (Jarosinski had in 2017 meer dan 150.000 volgers), en stelden hem in staat een buiten-universtair bestaan op te bouwen. In december 2014 verscheen zijn eerste boek, "Nein. A Manifesto".
Het logo op zijn account geeft een nors kijkende Theodor Adorno weer.